# Quận Hendricks, Indiana
Quận Hendricks là một quận thuộc tiểu bang Indiana, Hoa Kỳ.
Quận này được đặt tên theo thống đốc Indiana William Hendricks. Theo điều tra dân số của Cục điều tra dân số Hoa Kỳ năm 2010, quận có dân số 145.448 người. Quận lỵ đóng ở Danville.

## Địa lý
Theo Cục điều tra dân số Hoa Kỳ, quận có diện tích 1058,7 km2, trong đó có 4,8 km2 là diện tích mặt nước.